# Diplocephalus altimontanus
Diplocephalus altimontanus là một loài nhện trong họ Linyphiidae.
Loài này thuộc chi Diplocephalus. Diplocephalus altimontanus được Deltshev miêu tả năm 1984.